# Ермітаж-Виборг

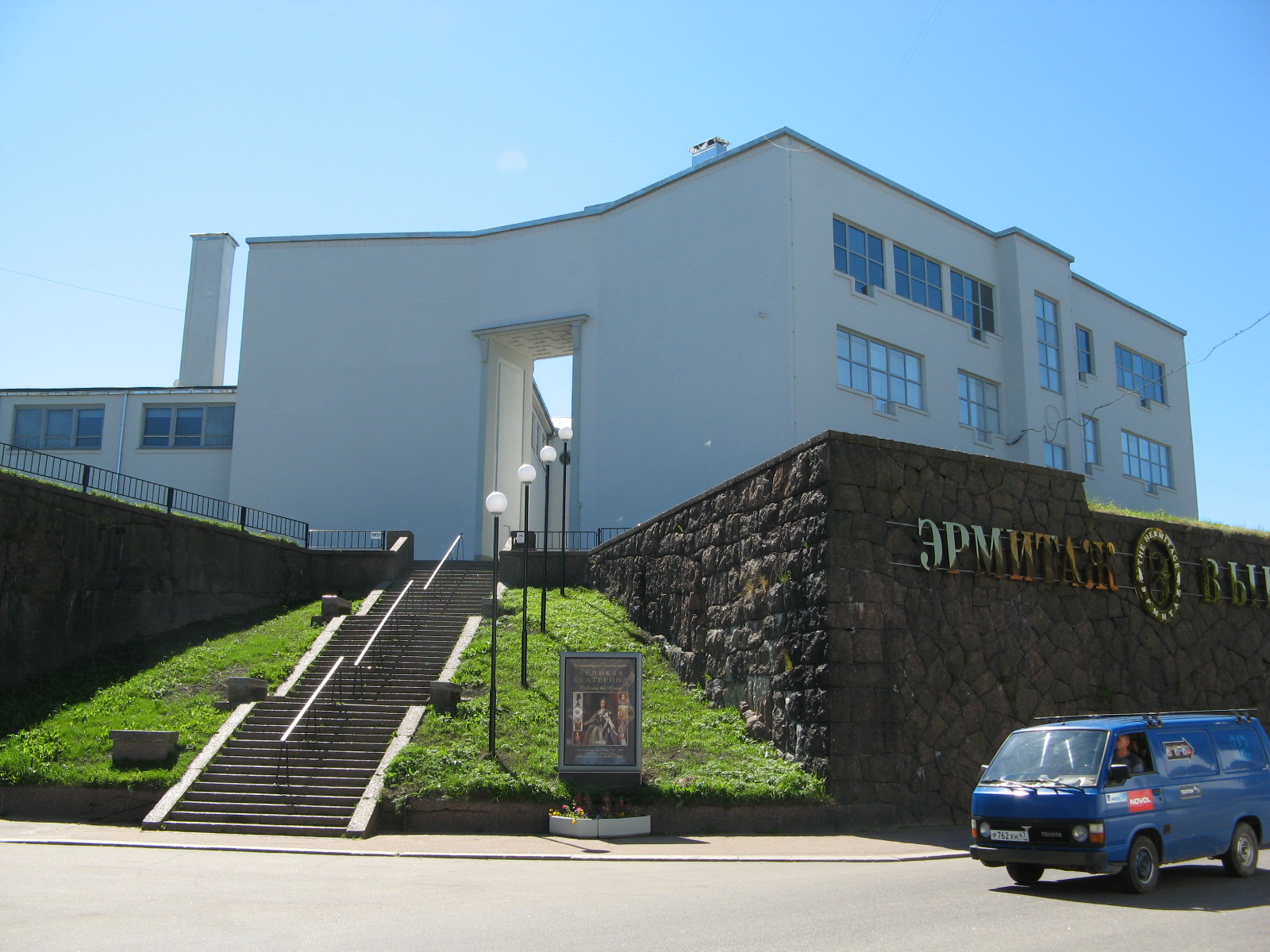
Музейний центр «Ермітаж-Виборг»

Ермітаж-Виборг — новий виставковий майданчик петербурзького музею «Державний Ермітаж» в місті Виборг.

## Ідея
Виборг — місто, розташоване на західному кордоні сучасної Російської Федерації та Фінляндії. Спробою підвищити значення міста в дипломатичних зв'язках Росії та Фінляндії і стало створення в Виборзі нового виставкового майданчика, яким опікується всесвітньо відомий музей. Ідея створити філію Ермітажу в місті належала Порядіну Георгію Олександровичу. Ідею підтримали, незважаючи на її деяку парадоксальність. Праця по пристосуванню приміщення розпочалася в 2007 році. Урочисте відкриття відбулося в червні 2010 року.
Директор виставкового центра - Олександр Іванович Костенко (2012 рік).

## Споруда
Місто зі складною історією мало і відповідне приміщення, гідне для функціонування музейно-виставкового закладу. В роки приналежності міста Фінляндії тут в 1930-ті роки було створено декілька сучасних споруд у стилі функціоналізму, серед яких місцева бібліотека Аалто і художня школа з місцевою картинною галереєю. По закінченню 2-ї світової війни місто і навколишні землі перейшли до СРСР. Картинна галерея в приміщенні, котре вибудували за проектом фінського архітектора Уно Ульберга  (1879—1944), була в повному обсязі вивезена в Фінляндію. За  часів в СРСР споруду віддали під державні установи, а з 2003 року теж почали використовувати як місцеву художню школу. Але споруда потребувала ремонту і пристосування залів до сучасних музейних вимог.
Ермітаж, як престижна установа, допоміг в ремонті і відновленні споруди, перетворивши вивільнені зали поряд із місцевою художньою школою в музейно—виставковий центр «Виборг-Ермітаж». Це полегшило доступ до музейних скарбів як дітям школи (досить перейти внутрішній дворик споруди), так і мешканцям міста, населення якого значно зросло за останні тридцять років (1980–2010).
Споруда (два корпуси з внутрішнім двориком) розташована в історичній частині міста на колишньому форті Панцерлакс. Поряд, на верхівці форту, створено газони і стежку, прикрашену копіями скульптур італійських майстрів доби бароко, оригінали яких зберігає музей. Це сприяло збагаченню оточення і пом'якшило суворі, аскетичні форми споруди Уно Ульберга, позбавлені будь-якого декору. На верхівку форту ведуть сходи у внутрішній дворик споруди.
Виборг має невелику мистецьку збірку, розташовану в Виборзькому замку. Там зберігають ікони, кераміку, килими, невелику збірку живопису і графіки радянського періоду. Переважає декоративно-ужиткове мистецтво, мистецький  рівень якого значно поступається рівню музейних речей Державного Ермітажу.

## Діяльність
Початок виставкової діяльності розпочали з виставки, яку присвятили імператриці Катерині II, з якою пов'язано і виникнення самого Ермітажу, котрий починався як її приватна, мистецька збірка.
Ермітаж не пошкодував вивезти в Виборг декотрі артефакти мистецтва Італії, серед яких уславлений італійський живопис («Прикута Андромеда» Франческо Фуріні, «Іван Хреститель в пустелі» та інші) із власних запасників. Живопис був вигідно доповнений декоративно-ужитковим мистецтвом Італії. Для афіші виставки було використано фото картини Артемізії Джентілескі «Марія Магдалина біля гробу Христа».
Серед низки виставок має запам'ятатись і виставка під назвою «Три століття французької елегантності». Вона демонструвала декоративно-ужиткове мистецтво Франції, що показало вищі досягнення митців країни в меблярстві, порцеляні, килимарстві.